# Ectophasia micans
Ectophasia micans är en tvåvingeart som först beskrevs av Robineau-desvoidy 1830.  Ectophasia micans ingår i släktet Ectophasia och familjen parasitflugor.
Artens utbredningsområde är Frankrike. Inga underarter finns listade i Catalogue of Life.